# Ullapool

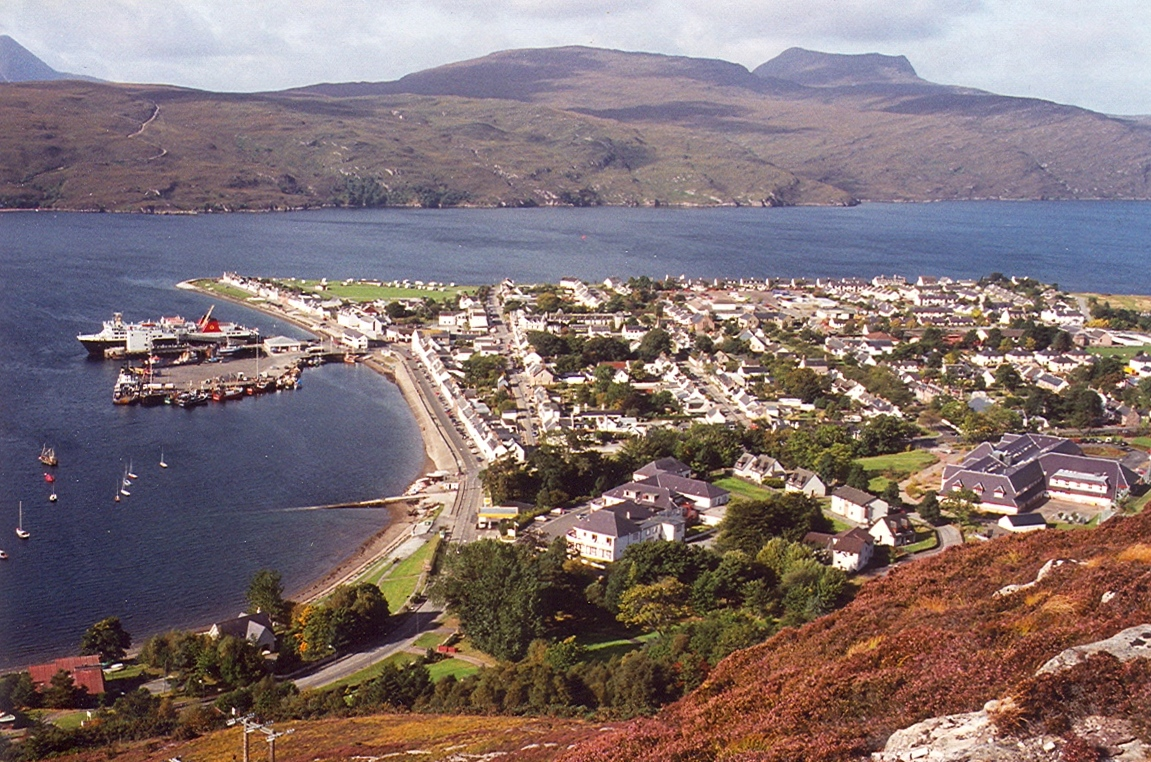
Ullapool sedd från ett närliggande berg

Ullapool (gaeliska: Ullapul) är en stad i Skottland. Den ligger i kommunen Highland. 
Ullapool ligger på den norra delen av den skotska västkusten och är den enda större tätorten norr om Skye längs denna kust. Staden ligger vid fjorden Loch Broom. 
Ullapool byggdes 1788 som en fiskehamn enligt ritningar av Thomas Telford. Hamnen utgör fortfarande stadens centrum. Det finns en färjeförbindelse från Ullapool till Stornoway på ön Lewis and Harris i Yttre Hebriderna. 
Vid folkräkningen 2001 hade Ullapool 1 308 invånare. År 2006 uppskattades invånarantalet till 1 390.